# Gunung Kubangbaduk Cot
Gunung Kubangbaduk Cot är ett berg i Indonesien.   Det ligger i provinsen Aceh, i den västra delen av landet, 1 600 km nordväst om huvudstaden Jakarta. Toppen på Gunung Kubangbaduk Cot är 1 441 meter över havet, eller 77 meter över den omgivande terrängen. Bredden vid basen är 1,0 km.
Terrängen runt Gunung Kubangbaduk Cot är kuperad.Runt Gunung Kubangbaduk Cot är det ganska glesbefolkat, med 47 invånare per kvadratkilometer. I omgivningarna runt Gunung Kubangbaduk Cot växer i huvudsak städsegrön lövskog.